# Robert Joseph Seurrat de Guilleville
Robert Joseph Seurrat de Guilleville, né en 1725 à Orléans et mort le 6 octobre 1807 à Paris, est un industriel et homme politique français.
Il fut échevin (1773) puis maire de la ville d’Orléans (1780-1783). Il fut également président du Consulat (1777) et consul (1789).

## Biographie
Robert Joseph Seurrat de Guilleville nait le 10 février 1725 à Orléans dans l'ancienne province de l'Orléanais dans le royaume de France, d'Isaac Seurrat de La Boulaye, échevin et président du Consulat d'Orléans (1755), et de Suzanne Miron de Concire. Membre de la famille Seurrat, une famille subsistante de la noblesse française originaire du Berry et établie à Orléans depuis le XVe siècle, qui fournit nombre d'industriels et de notables à la ville, il est le neveu d'Étienne Augustin Seurrat de La Barre, le frère du magistrat et député de la noblesse Jacques-Isaac Seurrat de La Boulaye et le beau-frère de l'économiste et industriel Claude Vandebergue des Villiers.

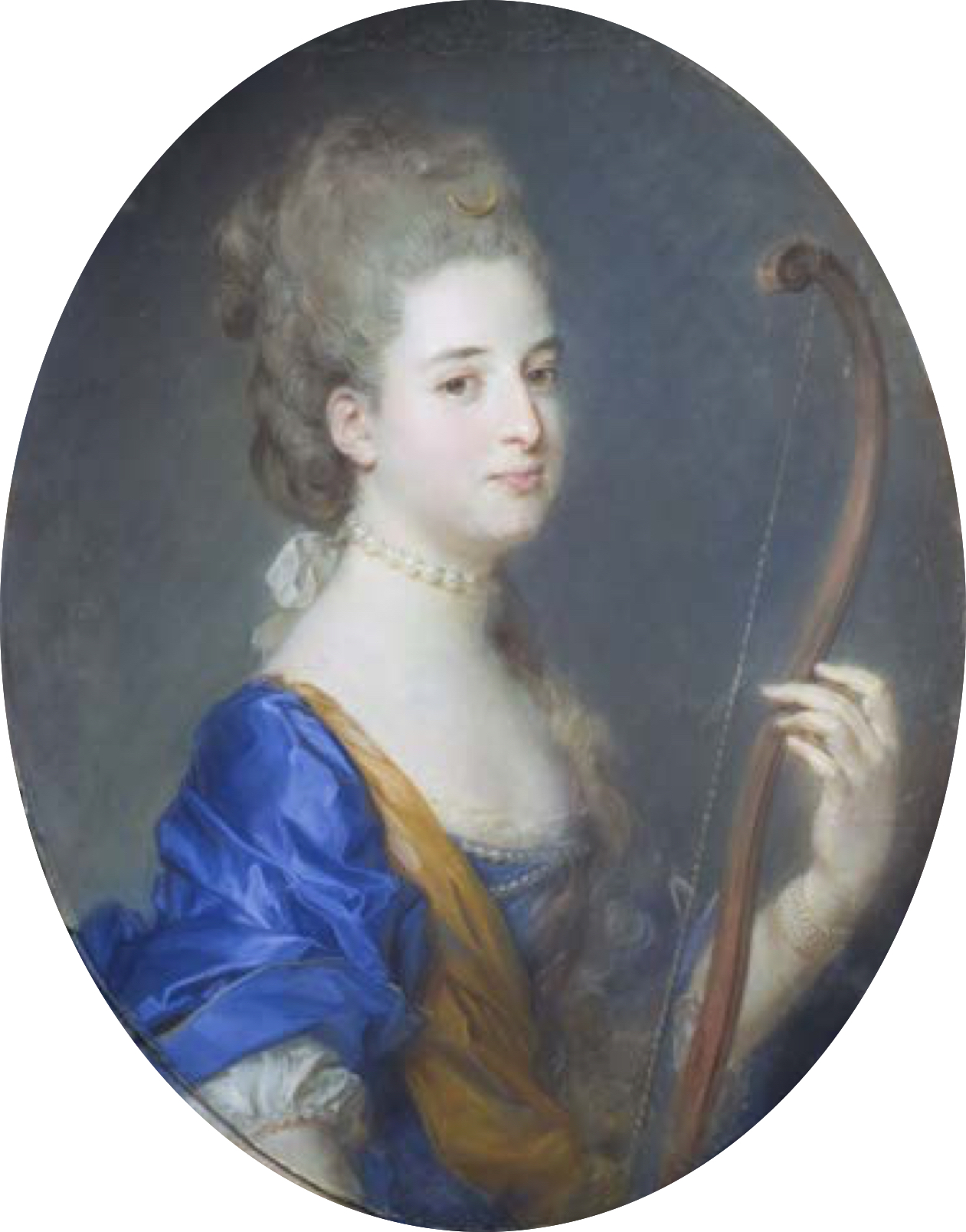
Portrait de son épouse, née Félicité Pinchinat.

Marié à Félicité Élisabeth Pinchinat, sa cousine issue de germaine, fille de François Pinchinat, écuyer, négociant à Orléans, et conseiller secrétaire du roi, et d'Avoye Seurrat. Le portrait de Félicité Pinchinat peint en 1765 par le pastelliste Perronneau au Château de la Fontaine (Olivet), propriété de ses parents, se trouve au Musée des Beaux Arts d’Orléans.
Négociant à Marseille puis à Orléans, il dirige la manufacture royale de blanchisserie de cires installée aux Mulotières à Olivet de 1769 à 1780. En 1786, il acquiert la raffinerie de sucre de Saint-Martin-de-la-Mine, qu'il développe pour en faire l’une des plus importantes d’Orléans.
Il a occupé des charges municipales à Orléans comme échevin élu pour 1773-1774 puis maire de la ville de mars 1780 à mars 1783. On dit qu’à l’occasion de la naissance du dauphin en 1781, il fit distribuer une forte somme d’argent aux pauvres, provenant de ses propres deniers. Pour commémorer cet événement, il fit donner le nom de rue Dauphine à la route qui permettait d’accéder à la ville, au sud du pont Royal (désormais Avenue Dauphine). Il fut surnommé le Bon Maire.
Homme des Lumières, il fut membre de l’Académie royale des sciences, arts et belles-lettres d’Orléans (1782). Il fut également l’un des membres fondateurs de l’école gratuite de peinture et dessin d’Orléans.
Ses activités commerciales lui procureront une grande fortune avec laquelle il possède ou acquiert d’importants biens fonciers, notamment :
- la seigneurie de Guilleville en Beauce (1761)
- la seigneurie de Mervilliers (1781)
- la maison au 8, rue Bannier à Orléans (1782)
- le château et domaine des Diorières à Chauvigny-du-Perche (1792)
- le château et domaine de la Tabaize à Baillou (41) (1794)
- la maison du 8, rue St-Florentin à Paris (1795)
- l'Hôtel du Grand Veneur ou d’Ecquevilly à Paris (1795), 60 rue de Turenne. Construit en 1637 par l’architecte Michel Villedo, il fut revendu en 1823 aux religieuses de Sainte-Élisabeth, par son gendre Alexandre Colbert, marquis de Chabannais.
- l'Hôtel de Hollande, dit aussi Radziwill à Paris (1795), 33 rue Radziwill et 48 rue de Valois: situé en bordure du Palais-Royal, cet immeuble de 9 niveaux fut bâti en 1781 par le maitre maçon Giraud de Talairac. L’édifice est à l’époque le plus haut immeuble d'habitations de Paris jusqu'à l'édification en 1960 du premier gratte-ciel. Cet immeuble conserve un rare escalier à double hélice.

Il eut cinq enfants, parmi lesquels Aglaé Elisabeth Seurrat de Guilleville (1782-1832). Femme d’esprit, elle rédigea plusieurs ouvrages dont un roman de mœurs Alix ou les deux frères, épouse d’Alexandre Louis Colbert marquis de Chabannais et de Saint Pouange (1781-1857), homme politique, gentilhomme ordinaire de la chambre du Roi, pair de France.
Il meurt le 6 octobre 1807 à Paris dans sa maison parisienne de la rue Saint-Florentin.
Après sa mort, son épouse Félicité fait des dons très importants - un legs de 200 000 livres est ainsi consenti aux pauvres d'Orléans et de Guilleville. Cette grande charité lui valut le nom de Mère des pauvres.

## Blason

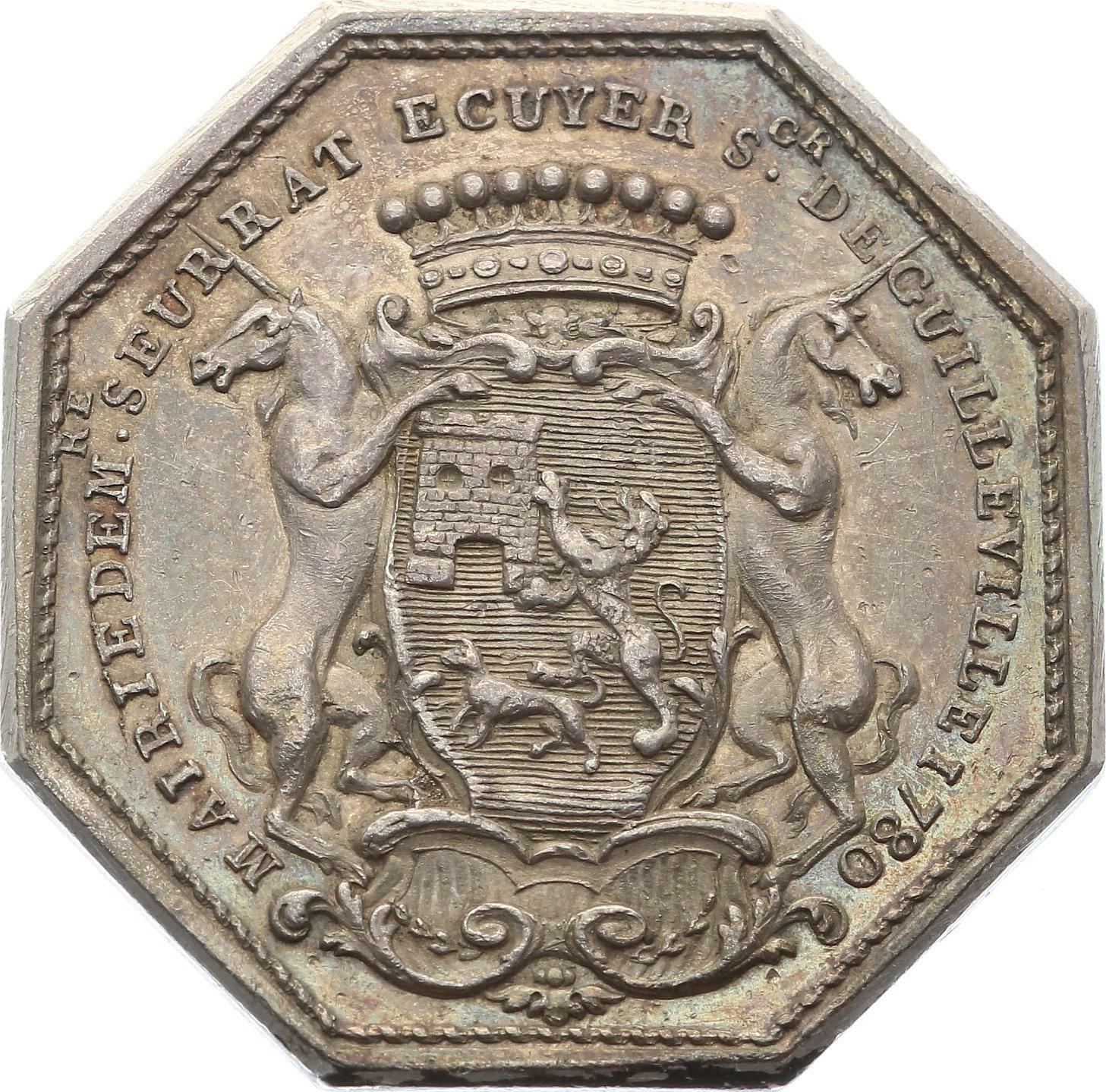

D’azur au lion d’or, soutenu d’un chien passant d’argent en pointe supportant de sa patte dextre une tour carrée, crénelée de trois pièces de même, maçonnées de sable.

## Sources
- Myriam Belair, La famille Seurrat d'Orléans 1497-1791 - Une stratégie d'ascension sociale, mémoire de maîtrise 1995-1996, sous la direction de Claude Michaud (université d'Orléans).
- Dossiers techniques du service municipal archéologique de la ville d'Orléans
- Portrait et pouvoir aux XVIIe et XVIIIe siècles par les musées Région Centre
- Monographie Dictionnary of pastellists before 1800 par Neil Jeffares.
- Gérard Héau, Généalogie de Histoire de la famille Seurrat (Orléans), Donnery, 2010 (145 p)